# ماريون دين باور
ماريون دين باور (بالإنجليزية: Marion Dane Bauer)‏ هي كاتِبة وكاتبة للأطفال أمريكية، ولدت في 20 نوفمبر 1938.

## وصلات خارجية
- الموقع الرسمي